# Николай (Абдалла)
Митрополи́т Никола́й Абдалла́ (греч. Μητροπολίτης Νικόλαος, в греческих источниках Феоду́лу, греч. Θεοδούλου; 1890, Назарет — 19 октября 1967, Каир) — епископ Александрийской православной церкви, митрополит Аксумский, ипертим и экзарх Эфиопии.

## Биография
Родился в 1890 году в Назарете, по происхождению — сириец.
В 1914 году окончил Халкинскую богословскую школу. До 1919 года был секретарём Антиохийского Патриарха и директором школ Дамаска (Διευθυντής των Κοινοτικών Σχολείων Δαμασκού).
В 1919 году перешёл в клир Александрийского Патриархата, был рукоположен в диакона и священника в Каире
15 декабря 1927 года был избран митрополитом Аксумским. Его епископская хиротония состоялась 1 января 1928 года в церкви святого Николая в Каире, но поскольку эфиопские власти долгое время не признавали греческую Аксумскую митрополию, он был возведён на кафедру лишь 16 ноября 1931 года.
В 1942 году посетил общины неканонической Африканской Православной церкви в Уганде, по поводу чего составил подробный отчёт и направил его в Священный Синод (отчёт был опубликован и занял целый том). Рекомендовал принять эту общину в лоно Церкви, что и осуществилось в 1946 году.
Совершал крещения африканцев, а в 1961 году в освятил первую православную церковь в Уганде.
Скончался 19 октября 1967 года в Каире.

## Сочинения
- Διάσκεψις Οξφόρδης έτους 1937. Έκθεσις, Cairo: Φώς (Καΐρου), 1938 . 59 σ.
- Εκκλησιαστικής περιουσίας. Διοίκησις-Διαχείρησις. Επίσκοπος-Οικονόμοι-Σύνοδος, Αλεξάνδρεια Αιγύπτου: Βαλλινάκης, Ε. Σ., 1947 . 18 σ.
- Τριλογία Αναμνήσεων από την Ανατολική Αφρική: Α΄Αποστολή παρά τοις Μαύροις Ουγάνδας, Β΄ Στέψις Καβάκα Βουγάνδας, Γ΄ Ελλήνων Ταγκανί-κας Συνέδριον, Κάιρο, τύποις Φωτός, 1947.
- Το συνοδικόν πολίτευμα εν τη εκκλησία Αλεξανδρείας, Αλεξάνδρεια Αιγύπτου: Τυπογραφείον του Εμπορίου, 1955. 96 σ.